# 日本公魚
日本公魚，為輻鰭魚綱胡瓜魚目胡瓜魚科的其中一種，溫帶魚類，分布於西北太平洋朝鮮半島與日本北方到千島群島與聖彼得灣淡水、半鹹水、海域，體長可達22.9公分，棲息在沿海水域，成群活動，生活習性不明。

## 扩展阅读
維基物種上的相關：日本公魚